# Чемпіонат України зі спортивної гімнастики 2024
Чемпіонат України зі спортивної гімнастики  відбувся в Києві з 28 по 29 вересня 2024 року.

## Медалісти[2]
| Дисципліна        | Золото                                                              | Срібло                                                                                  | Бронза                                                                                           |
| ----------------- | ------------------------------------------------------------------- | --------------------------------------------------------------------------------------- | ------------------------------------------------------------------------------------------------ |
| Чоловіки          |                                                                     |                                                                                         |                                                                                                  |
| Командна першість | Дніпропетровська область Володимир Костюк Дмитро Прудко Ігор Дишук  | м.Київ Микита Мельников Єгор Перепьолкін Родіон Шкурацький Богдан Супрун                | Хмельницька область Владислав Гонтківський Іван Петренко Віталій Гонтківський Олександр Любченко |
| Багатоборство     | Володимир Костюк                                                    | Владислав Грико                                                                         | Микита Мельников                                                                                 |
| Вільні вправи     | Володимир Костюк                                                    | Єгор Перепьолкін                                                                        | Владислав Грико                                                                                  |
| Кінь              | Дмитро Прудко                                                       | Олександр Любченко                                                                      | Віталій Гонтківський                                                                             |
| Кільця            | Богдан Супрун                                                       | Владислав Грико                                                                         | Дмитро Прудко                                                                                    |
| Опорний стрибок   | Володимир Костюк                                                    | Олексій Робу                                                                            | Стасіс Бутрімас                                                                                  |
| Паралельні бруси  | Микита Мельников                                                    | Дмитро Прудко                                                                           | Володимир Костюк                                                                                 |
| Поперечина        | Владислав Грико                                                     | Родіон Шкурацький                                                                       | Стасіс Бутрімас                                                                                  |
| Жінки             |                                                                     |                                                                                         |                                                                                                  |
| Командна першість | м. Київ Діана Лобок Валерія Горанська Марина Прилуцька Надія Бойчук | Кіровоградська область Вікторія Іваненко Анастасія Задворна Софія Матюшенко Анна Копица | Черкаська область Діана Стадник Юлія Касяненко Софія Подлесна                                    |
| Багатоборство     | Діана Лобок                                                         | Маріанна Кінюк                                                                          | Поліна Дяченко                                                                                   |
| Опорний стрибок   | Поліна Дяченко                                                      | Маріанна Кінюк                                                                          | Вікторія Іваненко                                                                                |
| Різновисокі бруси | Єлизавета Губарева                                                  | Поліна Дяченко                                                                          | Діана Лобок                                                                                      |
| Колода            | Діана Лобок                                                         | Єлизавета Губарева                                                                      | Маріанна Кінюк                                                                                   |
| Вільні вправи     | Діана Лобок                                                         | Маріанна Кінюк                                                                          | Поліна Дяченко                                                                                   |

## Чоловічі результати

### Командна першість
| Місце | Команда                  | Сума    |
| ----- | ------------------------ | ------- |
| 1     | Дніпропетровська область | 236,000 |
| 2     | м.Київ                   | 234,150 |
| 3     | Хмельницька область      | 128,500 |

### Багатоборство
| Місце | Гімнаст                | Місто         | Разом  |
| ----- | ---------------------- | ------------- | ------ |
| 1     | Володимир Костюк       | Дніпро        | 81,750 |
| 2     | Владислав Грико        | Харків        | 81,700 |
| 3     | Микита Мельников       | Київ          | 79,050 |
| 4     | Дмитро Прудко          | Дніпро        | 78,350 |
| 5     | Єгор Перепьолкін       | Київ          | 77,100 |
| 6     | Ігор Дишук             | Дніпро        | 75,900 |
| 7     | Стасіс Бутрімас        | Київ          | 74,900 |
| 8     | Данило Малахов         | Київ          | 73,600 |
| 9     | Родіон Шкурацький      | Київ          | 73,450 |
| 10    | Владислав Гонтківський | Хмельницький  | 73,200 |
| 11    | Дмитро Гурський        | Сєвєродонецьк | 73,000 |
| 12    | Іван Петренко          | Хмельницький  | 72,050 |
| 13    | Богдан Мандаліна       | Хмельницький  | 70,650 |
| 14    | Олександр Матвеєв      | Кропивницький | 66,800 |
| 15    | Володимир Пуховий      | Київ          | 64,400 |
| 16    | Богдан Супрун          | Київ          | 64,250 |
| 17    | Данило Брижак          | Кропивницький | 63,300 |
| 18    | Віталій Гонтківський   | Хмельницький  | 60,100 |
| 19    | Олександр Любченко     | Хмельницький  | 56,800 |
| 20    | Максим Даценко         | Кропивницький | 49,650 |
| 21    | Андрій Бриндак         | Хмельницький  | 34,000 |
| 22    | Олексій Робу           | Сєвєродонецьк | 13,800 |
| 23    | Максим Вітвіцький      | Хмельницький  | 9,300  |

### Вільні вправи
| Місце | Гімнаст           | Сума   |
| ----- | ----------------- | ------ |
| 1     | Володимир Костюк  | 13,975 |
| 2     | Єгор Перепьолкін  | 13,375 |
| 3     | Владислав Грико   | 13,350 |
| 4     | Дмитро Прудко     | 13,075 |
| 5     | Стасіс Бутрімас   | 13,075 |
| 6     | Родіон Шкурацький | 12,950 |
| 7     | Дмитро Гурський   | 12,500 |
| 8     | Микита Мельников  | 12,350 |

### Кінь
| Місце | Гімнаст              | Сума   |
| ----- | -------------------- | ------ |
| 1     | Дмитро Прудко        | 13,050 |
| 2     | Олександр Любченко   | 12,900 |
| 3     | Віталій Гонтківський | 12,675 |
| 4     |                      |        |
| 5     |                      |        |
| 6     |                      |        |
| 7     |                      |        |
| 8     |                      |        |

### Кільця
| Місце | Гімнаст         | Сума   |
| ----- | --------------- | ------ |
| 1     | Богдан Супрун   | 14,225 |
| 2     | Владислав Грико | 13,525 |
| 3     | Дмитро Прудко   | 13,475 |
| 4     |                 |        |
| 5     |                 |        |
| 6     |                 |        |
| 7     |                 |        |
| 8     |                 |        |

### Опорний стрибок
| Місце | Гімнаст               | Результат |   |                  |        |
| ----- | --------------------- | --------- | - | ---------------- | ------ |
| Місце | Гімнаст               | Результат | 1 | Володимир Костюк | 13,888 |
| 2     | Олексій Робу          | 13,625    |   |                  |        |
| 3     | Стасіс Бутрімас       | 13,475    |   |                  |        |
| 4     | Віталій Гонтківський  | 13,463    |   |                  |        |
| 5     | Владислав Гонківський | 13,238    |   |                  |        |
| 6     | Родіон Шкурацький     | 13,225    |   |                  |        |
| 7     | Богдан Супрун         | 12,863    |   |                  |        |

### Паралельні бруси
| Місце | Гімнаст          | Сума   |
| ----- | ---------------- | ------ |
| 1     | Микита Мельников | 13,650 |
| 2     | Дмитро Прудко    | 13,225 |
| 3     | Володимир Костюк | 12,650 |
| 4     |                  |        |
| 5     |                  |        |
| 6     |                  |        |
| 7     |                  |        |
| 8     |                  |        |

### Поперечина
| Місце | Гімнаст           | Сума   |
| ----- | ----------------- | ------ |
| 1     | Владислав Грико   | 13,675 |
| 2     | Родіон Шкурацький | 12,225 |
| 3     | Стасіс Бутрімас   | 11,900 |
| 4     |                   |        |
| 5     |                   |        |
| 6     |                   |        |
| 7     |                   |        |
| 8     |                   |        |

## Жіночі результати

### Командна першість
| Місце | Команда                | Сума    |
| ----- | ---------------------- | ------- |
| 1     | м. Київ                | 142,250 |
| 2     | Кіровоградська область | 136,450 |
| 3     | Черкаська область      | 133,150 |

### Багатоборство
| Місце | Гімнастка              | Місто            | Разом  |
| ----- | ---------------------- | ---------------- | ------ |
| 1     | Діана Лобок            | Київ             | 51,650 |
| 2     | Маріанна Кінюк         | Івано-Франківськ | 49,150 |
| 3     | Поліна Дяченко         | Краматорськ      | 47,300 |
| 4     | Валерія Горанська      | Київ             | 47,000 |
| 5     | Вікторія Іваненко      | Кропивницький    | 45,950 |
| 6     | Віра Хома              | Хмельницький     | 45,750 |
| 7     | Діана Стадник          | Черкаси          | 44,850 |
| 8     | Анастасія Задворна     | Кропивницький    | 44,750 |
| 9     | Анастасія Литвиненко   | Хмельницький     | 44,600 |
| 10    | Софія Матюшенко        | Кропивницький    | 44,200 |
| 11    | Марина Прилуцька       | Київ             | 43,600 |
| 12    | Анна Копица            | Кропивницький    | 43,500 |
| 13    | Юлія Касяненко         | Черкаси          | 42,900 |
| 14    | Софія Подлесна         | Черкаси          | 42,850 |
| 15    | Анастасія Александрова | Черкаси          | 42,850 |
| 16    | Мілана Маловік         | Київ             | 42,450 |
| 17    | Ілона Гоший            | Івано-Франківськ | 42,000 |
| 18    | Анна Соловей           | Київ             | 41,700 |
| 19    | Марія Федорчук         | Хмельницький     | 39,950 |
| 20    | Каріна Андрусів        | Івано-Франківськ | 39,350 |
| 21    | Софія Тарасюк          | Івано-Франківськ | 39,000 |
| 22    | Анна Кравчук           | Хмельницький     | 38,750 |
| 23    | Катерина Заболотна     | Хмельницький     | 38,250 |
| 24    | Катерина Джигун        | Хмельницький     | 37,650 |
| 25    | Анна Крокодиленко      | Кропивницький    | 37,550 |
| 26    | Мирослава Смірнова     | Кропивницький    | 36,750 |
| 27    | Надія Бойчук           | Київ             | 35,800 |
| 28    | Поліна Цвігун          | Кропивницький    | 35,650 |
| 29    | Маргарита Огаренко     | Кропивницький    | 35,300 |
| 30    | Анна Харченко          | Черкаси          | 32,500 |

### Опорний стрибок
| Місце | Гімнастка         | Результат |   |                |        |
| ----- | ----------------- | --------- | - | -------------- | ------ |
| Місце | Гімнастка         | Результат | 1 | Поліна Дяченко | 12,275 |
| 2     | Маріанна Кінюк    | 12,263    |   |                |        |
| 3     | Вікторія Іваненко | 12,163    |   |                |        |
| 4     | Віра Хома         | 12,038    |   |                |        |
| 5     | Валерія Горанська | 11,888    |   |                |        |
| 6     | Діана Стадник     | 11,788    |   |                |        |
| 7     | Анна Копица       | 11,300    |   |                |        |
| 8     | Марія Федорчук    | 11,200    |   |                |        |

### Різновисокі бруси
| Місце | Гімнастка          | Сума   |
| ----- | ------------------ | ------ |
| 1     | Єлизавета Губарева | 13,825 |
| 2     | Поліна Дяченко     | 12,950 |
| 3     | Діана Лобок        | 12,900 |
| 4     |                    |        |
| 5     |                    |        |
| 6     |                    |        |
| 7     |                    |        |
| 8     |                    |        |

### Колода
| Місце | Гімнастка              | Сума   |
| ----- | ---------------------- | ------ |
| 1     | Діана Лобок            | 14,000 |
| 2     | Єлизавета Губарева     | 13,825 |
| 3     | Маріанна Кінюк         | 13,300 |
| 4     | Софія Подлесна         | 11,325 |
| 5     | Валерія Горанська      | 10,925 |
| 6     | Анна Харченко          | 10,725 |
| 7     | Віра Хома              | 9,975  |
| 8     | Анастасія Александрова | 9,900  |

### Вільні вправи
| Місце | Гімнастка      | Сума   |
| ----- | -------------- | ------ |
| 1     | Діана Лобок    | 13,300 |
| 2     | Маріанна Кінюк | 12,900 |
| 3     | Поліна Дяченко | 12,675 |
| 4     |                |        |
| 5     |                |        |
| 6     |                |        |
| 7     |                |        |
| 8     |                |        |